# 张立军 (1960年)
张立军（1960年5月—），中华人民共和国外交官，曾任中华人民共和国驻尼日尔共和国特命全权大使。

## 生平
1982年，进入中共中央对外联络部四局工作。1989年，任驻科摩罗大使馆三秘。1990年，任中联部非洲局三秘，后任二秘、一秘、副处长、处长。2000年，挂职山东省淄博市淄川区区委副书记。2001年，回任中联部四局处长。2002年，升任四局副局长。2008年，任驻法国大使馆参赞。2011年，任中联部四局副局级参赞。2014年，任驻比利时大使馆公使衔参赞。2016年11月，出任中华人民共和国驻尼日尔大使。2021年4月，自驻尼日尔大使离任。